# Groenbuikgaasvlieg
De groenbuikgaasvlieg (Pseudomallada prasinus) is een insect uit de familie van de gaasvliegen (Chrysopidae), die tot de orde netvleugeligen (Neuroptera) behoort. 
Pseudomallada prasinus is voor het eerst wetenschappelijk beschreven door Burmeister in 1839.